# Логический позитивизм
Логи́ческий позитиви́зм (англ. logical positivism), также логический эмпиризм и неопозитивизм — школа философии, которая включает в себя эмпиризм, идею о том, что для познания мира необходимы наблюдаемые доказательства, опирающиеся на рационализм, основанный на математических и логико-лингвистических конструкциях в эпистемологии. Логический позитивизм утверждает, что мир познаваем, надо только избавиться от ненаблюдаемого.

## Венский кружок. Корни и основные понятия неопозитивизма
Идейным ядром логического позитивизма (неопозитивизма) стала группа философов и учёных, сформированная и организованная профессором Морицем Шликом при кафедре индуктивных наук Венского университета в 1922 году, которая получила название «Венский кружок».
Логический позитивизм также часто называют логическим эмпиризмом. Его предшественником выступил Дэвид Юм, который отвергал претензии на знание таких метафизических вопросов, как существование Бога и бессмертие души, так как идеи, на которых эти претензии основываются, не могут быть прослежены к простым чувственным впечатлениям, являющимися их источником. Таким же образом члены Венского кружка отвергали как бессмысленные любые утверждения, которые не проверяемы эмпирически. Посредством этого критерия верифицируемости они считали, что метафизические утверждения бессмысленны.
В манифесте Венского кружка было записано: «Если кто-либо утверждает: „Существует Бог“, „Первоначальной причиной мира есть бессознательное“, „Существует энтелехия, которая является основой жизни существ“, то мы не должны говорить: „То, что вы говорите, ошибочно“, а должны скорее спросить: „Что вы имеете в виду под этими предложениями?“. По-видимому, существует чёткое разделение между двумя типами утверждений. Один из типов включает утверждения в том виде, как они высказаны в эмпирической науке, их значение может быть определено логическим анализом, или, более точно, сведением к простым предложениям об эмпирически данном. Другие утверждения, включая вышеупомянутые утверждения, оказываются полностью бессмысленными, если мы берём в том смысле, в котором использует их метафизик».
Можно выделить два исторических корня логического позитивизма. Так, в своей программной статье «Поворот в философии», немецко-австрийский философ Мориц Шлик представил генетическую линию развития от Г. Лейбница до Б. Рассела и Г. Фреге. Сама идея «Венского кружка» была инициирована «Principia Mathematica» Рассела и Уайтхеда. Основанием и развитием логики формальных отношений была заложена основа для будущей грандиозной эпистемологической реформы. Став вторым после аристотелевской классической логики силлогизмов инструментом познания, математическая логика послужила материалом строительства здания новой единой науки (своего рода Нового Органона Наук). Успехи, достигнутые в логике, убеждали в силе рациональных процедур мышления, заставляли верить в скорое и неизбежное слияние наук (при доминировании физики, биологии и математики). Отсюда пошло и название — «позитивизм». Задача, поставленная перед «венцами» — разработка системы критериев оценки качества теоретического вывода. Поэтому самое распространённое понимание позитивизма этого времени — это тезис единства метода.
Другое родовое понятие позитивизма — это система языка. Шлик считал, что Л. Витгенштейн был «первым, кто приблизился» к идеям позитивной науки в 1922 году в «Логико-философском трактате» (смотри далее).
Новая методология проводила активный отбор пригодного научного знания и начала с атак на метафизику. «Философия — это не наука» — утверждал М. Шлик. Требование заменить содержательность как сверхзадачу формальностью стало важным этапом освобождения научного метода от химер и мистификаций обыденного сознания, что напомнило борьбу Бэкона с идолами. В целом 30−40-е годы XX века европейская наука встретила в жарких спорах при общей победе рационализма. Наука, воодушевлённая успехами естествознания и объяснявшая этот прорыв совершенством метода, предприняла попытку восстановить единое знание о мире и природе. «Набрав сил, огонь познания охватывает и остальное. Эти моменты свершения и горения — самое существенное. Весь свет познания идёт от них. Поисками источника этого света философ на самом деле и занят, когда он ищет последний фундамент познания».

### Развитие логического позитивизма
Начальное влияние на развитие раннего логического позитивизма оказали философы науки Эрнст Мах и Людвиг Витгенштейн.
Э. Мах оказал очевидное влияние на развитие логического позитивизма, рассуждая о метафизике, единстве науки и интерпретации теоретических терминов в науке. Также Мах выдвинул доктрины редукционизма и феноменализма.
Л. Витгенштейн ввёл несколько доктрин логического позитивизма в своей работе «Логико-философский трактат» (Tractatus logico-philosoficus). В этом трактате он подчеркнул основные положения логического позитивизма:
1. язык есть граница мышления (то есть они совпадают).
2. есть только один мир, мир фактов и событий. Они описываются различными естественными науками.
3. предложение — картина мира, так как имеет с миром одну и ту же логическую форму. «Если бы мир был нелогичным, его нельзя было бы представить в форме предложения»
4. сложные предложения состоят из элементарных, которые непосредственно соотносятся с фактами
5. высшее невыразимо (то есть этику, эстетику, религию нельзя познавать фактами)

Основными читателями этого трактата были основатели «Венского кружка» (20-е годы XX века).

### Логический позитивизм Р. Карнапа
Одно из самых сильных влияний на развитие логического позитивизма оказал немецкий философ Рудольф Карнап, один из наиболее значимых представителей «Венского кружка». Очень известны такие его работы как «Логические основания вероятности» (Logical Foundations of Probability, 1950) и «Континуум индуктивных методов» (The Continuum of Inductive Methods, 1951). Анализ Карнапом философских проблем, включая обсуждение принципа проверки, содержится в его сочинениях, посвящённых теории познания и философии науки. Карнап доказывает, что в различных областях естественных и социальных наук используется один общий метод проверки гипотез и теорий, а понятия, используемые в этих областях, могут быть сведены, с помощью особых «предложений сведения» (операциональных определений и постулатов значения), к одному общему базису — понятиям, которые мы употребляем для описания знакомого всем физического мира, нас окружающего (т. н. физикализм). Важным результатом Карнапа в анализе соотношения теории и опыта является строго формализованная количественная теория логической вероятности, то есть степени индуктивного, или вероятностного, подтверждения теории.
Научные предложения бывают либо аналитическими, либо синтетическими. Аналитические предложения логически необходимы и самодостаточны (пример: тела протяжённы). Истинность синтетических предложений устанавливается эмпирическим путём (пример: на столе лежит книга).
Для доказания научности теорий используется верификация. Верификация — процедура проверки истинности знаний. Она предполагает, что сложные предложения нужно разделить на протокольные. Истинность протокольных предложений абсолютно несомненна, так как соответствует наблюдаемой действительности. Форма протокольного предложения выглядит так: «NN наблюдал такой-то и такой-то объект в такое-то время и в таком-то месте». Сведение сложных предложений к протокольным называется редукцией. Таким образом, вся деятельность учёного сводится к проверке протокольных предложений и их обобщению. Основываясь на редукции, «Венский кружок» во главе с Р. Карнапом замахивается на создание единой научной теории — «Фундамент единой науки», то есть протокольные предложения которые держат науку наверху обобщения. В 40-е — 50-е годы эта теория будет пересмотрена на основе физики.

### Основные тезисы
Логический позитивизм, отвергающий метафизику и стремящийся познать мир только с помощью эмпирических доказательств и с использованием естественных наук, включает в себя два важных тезиса:
1. решение философской проблемы требует логического анализа языка, на котором формулируется проблема, и поэтому логика играет центральную роль в философии;
2. любая значимая теория, не являющаяся чисто логической или математической, должна быть доступна эмпирической проверке.

Широко известна работа Карнапа, посвящённая концепциям логического позитивизма, «Преодоление метафизики посредством логического анализа языка» (Die Überwindung der Methaphysik durch logische Analyse der Sprache, 1932).

## Критика и влияние
Ранние критики логического позитивизма говорят, что его основополагающие принципы не могут быть сами сформулированы таким образом, чтобы в них отслеживалась явная последовательность. Ещё одна проблема заключается в том, что в то время как позитивные экзистенциальные утверждения («есть по крайней мере один человек») и негативные универсальные утверждения («не все вороны чёрные») позволяют определить чёткие методы верификации (найти человека или нечёрного ворона), отрицательные экзистенциальные утверждения и позитивные универсальные утверждения не поддаются проверке.
Универсальное утверждение, по всей видимости, никогда не может быть проверено: Вы не можете утверждать, что все вороны чёрные, пока не поймаете всех воронов, в том числе из прошлого и из будущего. Это приведёт к большому объёму работ по индукции в сочетании с верификацией и фальсификацией.
Ответ логических позитивистов первым критикам заключался в том, что логический позитивизм является философией науки, а не аксиомой системы, которая может доказать свою собственную последовательность. Во-вторых, теория языка и математической логики созданы для того, чтобы делать утверждения вроде «все вороны чёрные», то есть объяснять факты как они есть на самом деле.
Концом логического позитивизма можно считать публикацию в 1950-х годах серии статей одного из бывших членов Венского кружка К.Гемпеля, в которых были отмечены принципиальные трудности и даже неясности, связанные с самим ключевым понятием осмысленности. Серьёзная критика неопозитивистских принципов была проведена американским логиком У. В. О. Куайном.

### Критика Карла Поппера («Постпозитивизм»)
Известным критиком логического позитивизма был Карл Поппер,  в 1934 году опубликовавший книгу «Logik der Forschung» («Логика научного открытия», опубликована в 1959 году). В этой книге он утверждал, что позитивистский критерий верификации является слишком строгим критерием для науки, и он должен быть заменен критерием фальсифицируемости. Поппер считал, что фальсифицируемость является лучшим критерием для науки, поскольку в данном случае не приходится прибегать к философским проблемам, связанным с проверкой индукцией, и это оправдывает научность теорий, которые не вписываются в рамки верификации.
Согласно Попперу, рост знаний достигается в процессе рациональной дискуссии, которая неизменно выступает критикой существующего знания. Поппер считает, что учёные делают открытия, восходя не от фактов к теории, а от гипотез к единичным высказываниям.

### Влияние логического позитивизма
Логический позитивизм распространён почти по всему Западу. Он был очень популярен на территории всей Европы. Благодаря А. Д. Айеру он стал популярен в Великобритании. Позже он распространился и среди американских университетов благодаря членам «Венского кружка» после того, как они бежали из Европы и поселились в Соединённых Штатах во время и после Второй мировой войны.
Логический позитивизм сыграл важную роль для развития ранней аналитической философии. В первой половине двадцатого века эти термины были практически взаимозаменяемыми.
Логический позитивизм оказался чрезвычайно влиятельным для философии языка и стал доминирующей философией науки в период между Первой мировой и холодной войной.